# Siphonophora rosacea
Siphonophora rosacea är en mångfotingart som beskrevs av Loomis 1972. Siphonophora rosacea ingår i släktet Siphonophora och familjen Siphonophoridae. Inga underarter finns listade i Catalogue of Life.